# Oss baroner emellan
Oss baroner emellan är en svensk komedifilm från 1939 i regi av Ivar Johansson.

## Handling
Förväxlingskomedi.

## Om filmen
Filmen premiärvisades den 26 december 1939 på biograf Palladium i Malmö. Stockholmspremiär den 15 januari 1940 på biograferna Astoria och Plaza. Inspelningen av filmen skedde vid AB Sandrew-Ateljéerna i Stockholm med några scener från Säby gård på Ingarö av Ernst Westerberg. Som förlaga har man Kenneth R.G. Brownes roman Following Ann från 1925 som utgavs i svensk översättning av Sigfrid Lindström 1928 under namnet För en flickas skull.  
Filmen har visats vid ett flertal tillfällen på TV3 och i SVT.

## Rollista i urval
- Adolf Jahr – baron Gustaf Adolf Leijoncloo, ranchägare i Agentina, utger sig för att vara Gustaf Lund
- Birgit Tengroth – Inga-Lill Dahlström, guvernant
- Gösta Cederlund – Hektor Blomqvist, ägare till godset Fresta gård, filatelist
- Tollie Zellman – Agnes Blomqvist, hans hustru
- Elsa Desolneux – Karin, deras adoptivdotter
- Thor Modéen – Vilgot Sällberg, konstnär
- Magnus Kesster – Jönson-Hammarlöf-Bratt, bedragare
- Hilding Gavle – Hansson, Blomqvists betjänt
- Gull Natorp – friherrinnan Victoria Sällberg på Svenningehus, Vilgots syster
- Eric Laurent – tränare på motionsinstitutet
- Julia Cæsar – fru Agda Holmblom, pensionatsföreståndarinna
- David Erikson – landsfiskal
- Viran Rydkvist – landshövdingskan Larsson, Vilgots modell

## Musik i filmen
- Daisy Bell (Isabella), kompositör och text Harry Dacre svensk text 1906 Alma Rek, musikarrangör Sam Rydberg, instrumental
- Vi gå över daggstänkta berg, kompositör Edwin Ericson efter en gånglåt från Hälsingland, text Olof Thunman, framförs trallande av Gösta Cederlund
- Tango Argentino, kompositör M. Bruhn, instrumental, dans Tollie Zellman och Magnus Kesster

## DVD
Filmen gavs ut på DVD 2010.